# Wally Oppal
Wally Oppal, né en 1940 à Vancouver en Colombie-Britannique, est un avocat et un homme politique canadien. Il a été juge et est présentement le chancellier de l'Université Thompson-Rivers. Il a été élu pour la première fois à l'Assemblée législative de la Colombie-Britannique en 2005 en tant que député au sein du Parti libéral de la Colombie-Britannique pour la circonscription de Vancouver-Fraserview.